# Trypetesa lampas
Trypetesa lampas is een rankpootkreeftensoort uit de familie van de Trypetesidae. De wetenschappelijke naam van de soort is voor het eerst geldig gepubliceerd in 1849 door Hancock.